# Martin C. Putna
Martin C. Putna (Písek, 30 de mayo de 1968) es historiador de la literatura, profesor universitario y ensayista checo.

## Biografía
Putna nació en Písek, hoy República Checa, entonces Checoslovaquia. Entre 1986 y 1991 estudió Filología en la Universidad Carolina de Praga, universidad en la que trabaja desde 1992. También estudió Teología en la Universidad de Bohemia del Sur en České Budějovice. Fue profesor invitado en la Universidad de Regensburg. Trabajó como director de la Biblioteca Presidencial Vaclav Havel durante los años 2009-2011 y es colaborador habitual del diario Lidové noviny, donde sustituyó al fallecido Ludvík Vaculík en 2015 como autor de una columna central.

### Obra y ámbito académico
En su obra, Putna se centra en la literatura católica checa y en las influencias católicas en la cultura checa. Según la posición de Putna, la «literatura católica» o «cultura católica» nació durante el siglo XIX, en diferentes países y en diferentes épocas, como consecuencia del proceso de secularización, como «literatura de construcción comunitaria». La literatura católica sirvió de vehículo para la autoexpresión y la autoidentificación del «medio católico». La obra de Putna es puntera en una descripción completa de la historia de la literatura católica checa desde 1848 hasta 1989.
En relación con sus investigaciones, Putna ha preparado varias ediciones comentadas de fuentes literarias que hasta entonces permanecían desconocidas; la más destacada Karel VI. Schwarzenberg: Torzo díla. Vybral, sestavil a úvodní studií a poznámkami opatřil (TORST, Praga 2007).
Desde 2014, Putna es el redactor jefe de la primera edición completa de las obras completas de Jakub Deml, uno de los escritores católicos checos más complejos. Putna también investiga otras corrientes de la espiritualidad checa además de la católica. En la biografía Václav Havel: duchovní portrét v rámu české kultury 20 (Václav Havel: un retrato espiritual en el marco de la cultura checa del siglo XX) exploró las influencias de la tradición familiar de Václav Havel (religión cívica y ética masarykiana, filosofía esotérica) y de los filósofos católicos posmodernos (Zdeněk Neubauer y otros) en el pensamiento de Havel.
En el libro Obrazy z kulturních dějin ruské religiozity (Capítulos de la historia cultural de la religión rusa, 2015) Putna utilizó los métodos de análisis de la historia postcolonial y la histoire croisée. El resultado es una visión compleja de varias tradiciones nacionales, culturales y religiosas —muchas "Rusias" diferentes—. Al mismo tiempo, el libro sigue específicamente la tradición checa (Karel Havlíček Borovský, T. G. Masaryk, Václav Černý, ...) de análisis intelectual crítico de la cultura rusa en su ambivalencia hacia Europa. La cultura ucraniana se presenta aquí como una tradición eslava oriental «alternativa» y proeuropea.
Entre sus otros intereses académicos se encuentran la cultura antigua tardía, el impacto de la Antigüedad en la cultura europea, la literatura rusa del exilio en el siglo XX o la relación entre el cristianismo y la homosexualidad.

### Posición política
Putna es un opositor cívico declarado de las corrientes prorrusas, autoritarias y de la extrema derecha en la sociedad checa contemporánea. Durante la campaña presidencial de 2013, criticó fuertemente al candidato presidencial Miloš Zeman por su inclinación a favor del presidente ruso, Vladímir Putin. Varios meses después, Zeman, como nuevo presidente electo, se negó a confirmar la nominación de Putna para el título de profesor de Antropología social y cultural. Zeman afirmó públicamente que la razón de esta negativa fue la participación de Putnan en el Orgullo Gay de Praga en 2011. Después de numerosas protestas de círculos académicos y más amplios, Zeman capituló y Putna fue nombrado profesor en junio de 2013.
Desde 2015, Putna ha participado repetidamente en acciones públicas en apoyo de Ucrania, contra la influencia política rusa en la República Checa y contra la xenofobia.

### Reconocimientos
Putna ganó en 2012 el premio Tom Stoppard por su obra Václav Havel: duchovní portrét v rámu české kultury 20.